# Lipeurus caponis
Lipeurus caponis är en insektsart som först beskrevs av Carl von Linné 1758.  Lipeurus caponis ingår i släktet vinkellöss, och familjen fjäderlöss. Arten är reproducerande i Sverige. Inga underarter finns listade i Catalogue of Life.